# Ipsen-Gruppe
Die Ipsen-Gruppe ist mit Maschinenbauunternehmen in Europa, Asien und den USA im Industrieofenbau tätig.

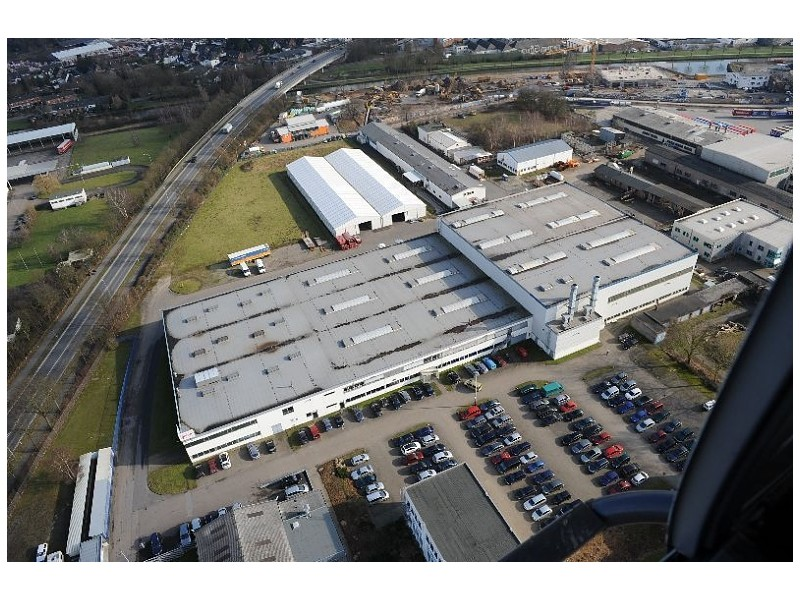
Industrieofenbau in Kleve

## Geschichte
Das erste Unternehmen wurde 1948 als Ipsen Industries von Harold Ipsen in Rockford (Illinois) gegründet. Das Ipsen-Werk in Kleve mit Schwerpunkt auf Atmophärenöfen entstand 1957. In den 1960er Jahren begann das Unternehmen erstmals mit der Produktion von Vakuum-Wärmebehandlungsanlagen und Vakuumöfen. In den 1970er Jahren wurde das Ipsen Industries Nordiska AB Schweden gegründet. In den 1990er Jahren folgen eine Niederlassung in China und der Kauf von Vacuum Furnace Systems in Souderton, Pennsylvania.
Im Jahr 2007 ging das Unternehmen in das Portfolio der Investmentgesellschaft Quadriga über und wurde 2008 in die heutige Holdingstruktur eingegliedert. Vorherige Eigentümer waren die Gesellschaften Nachtwache Furnaces und Ipsen Furnaces Holding.
Im Jahr 2009 kam es zu einer größeren Entlassungswelle am Standort Kleve, in der nach einem starken Auftragseinbruch als Folge der Weltfinanzkrise 2007–2008 121 Mitarbeiter das Unternehmen verließen.
Im Jahr 2020 wurde eine neue strategische Ausrichtung angekündigt, bei der alle Produktionsstandorte außer Indien geschlossen und der Schwerpunkt auf Dienstleistungen verlagert werden sollte. Dabei sollte die Vakuumtechnik in den USA, die Atmosphärentechnik in Deutschland gebündelt werden. Dies wurde im Jahresverlauf 2020 umgesetzt, wobei die Belegschaft in Kleve von 292 auf 154 sinken sollte. Wegen einer unerwartet guten Entwicklung der Auftragslage wurde der Stellenabbau aber nicht im vollen Umfang umgesetzt.
Im September 2023 wurde am Standort Kleve der nach Unternehmensangaben weltweit erste Industrieofen für den Betrieb ausschließlich mit Wasserstoff präsentiert.

## Produkte
Mit den Industrieöfen – Vakuumöfen, Atmosphärenöfen und kontinuierlichen Anlagen – können unter anderem die Verfahren Härten, Vergüten, Aufkohlen, Carbonitrieren, Nitrocarburieren, Blankanlassen, Glühen, Plasmanitrieren, Vakuumlöten und Hochtemperaturlöten gefahren werden. Bisher wurden weltweit 20.000 Ofenanlagen installiert.
Zu den Kunden zählen vor allem Unternehmen aus der Automobil-, Luft- und Raumfahrtindustrie, dem Werkzeug- und Maschinenbau. Hinzu kommen Lohnhärtereien sowie Firmen aus der Energie-, Medizin- und Werkzeugbranche.

## Standorte und Mitarbeiter
Die Gruppe verfügt über Standorte in Deutschland, den Vereinigten Staaten, Indien, China und Japan. Diese sowie Repräsentanzen in 34 Ländern bilden das internationale Vertriebsnetzwerk von Ipsen.
Die Mitarbeiterzahl des Konzerns wird im Abschluss für das Jahr 2019 mit 866 angegeben. Für 2024 nennt das Unternehmen mehr als 600. Die operativ wichtigste Gesellschaft Ipsen International GmbH wird seit 2019 von Paul van Doesburg geführt. Am Standort Kleve gab es im Jahr 2023 rund 230 Mitarbeiter.

## Unternehmensstruktur
Die Ipsen International Holding GmbH ist hundertprozentige Eigentümerin von Produktionsgesellschaften in Deutschland, USA und Indien und von Vertriebs- und Service-Gesellschaften in China, Japan, Schweden und Italien. Mehrheitseigentümerin der Führungsholding ist die Gesellschaft Diekirch Gate SARL mit Sitz in Luxemburg, Minderheitsgesellschafterin Bird Managementbeteiligungs GmbH & Co. KG mit Sitz in Kleve. Eigentümerin von Diekirch Gate SARL ist eine Gesellschaft des Private-Equity-Investors Quadriga Capital.
Die Holding ist hundertprozentige Eigentümerin der Gesellschaften Ipsen International GmbH, Kleve, Ipsen Industries SARL, Evert Cedex (Frankreich), Ipsen Industries Nordiska AB, Växjö (Schweden), Ipsen Co. Ltd, Kyoto (Japan), Ipsen Technologies Pvt, Kalkutta (Indien), Ipsen Industries Furnaces (Shanghai) Ltd., Shanghai Minhang (China), Ipsen Inc, Illinois (USA) und Ipsen Holdings Inc, Illinois (USA). Das bedeutendste Unternehmen innerhalb des Verbunds ist die Ipsen International GmbH, Kleve, wie aus der Anlagenstruktur der Holding hervorgeht.
In der Unternehmensbilanz für das Jahr 2022 weisen die Wirtschaftsprüfer auf eine wesentliche Unsicherheit zur Fortführung der Unternehmenstätigkeit hin. Diese wird begründet mit der bilanziellen Überschuldung in Höhe von 168,3 Millionen Euro, die im Wesentlichen auf Darlehen von Gesellschaftern beruht. Dabei handelt es sich um eine für Finanzinvestoren übliche Konstruktion, die zu einer erheblichen Zinsbelastung auf der Seite des Investmentobjekts führt. Darüber hinaus stellen Bankkredite die Fortführung des Unternehmens infrage, da diese fällig gestellt werden können, falls die Ipsen-Gruppe bestimmte Finanzkennzahlen nicht einhält.
Die Umsatzerlöse des Konzerns werden im Abschluss für das Jahr 2019 mit 195,3 Millionen Euro angegeben.